# Открытый чемпионат Румынии по теннису среди мужчин
Открытый чемпионат Румынии по теннису (англ. Romanian Open; также известен под спонсорскими названиями: в 1999 году Connex Open Romania с 2000 по 2001 год, Gelsor Open Romania, с 2003 по 2010 год BCR Open Romania, с 2011 по 2016 год BRD Năstase Țiriac Trophy, с 2024 года Tiriac Open) — мужской профессиональный международный теннисный турнир, проходящий весной в Бухаресте (Румыния) на открытых грунтовых кортах. Относится к серии ATP 250 с призовым фондом около 596 тысяч евро и турнирной сеткой, рассчитанной на 28 участников в одиночном разряде и 16 пар.

## Общая информация
Соревнование элитного мужского протура в Бухаресте создано накануне сезона-1993, как часть осенней грунтовой серии; для этого местным организаторам пришлось выкупить лицензию у организаторов соревнований в Кёльне, не смогших найти финансирование на продолжение существования своего приза. Новый турнир быстро стал регулярным, однако постепенно статус осеннего отрезка сезона падал, пока в какой-то момент румынский турнир не стал единственным соревнованием основного тура ассоциации на грунте между Открытым чемпионатом США и зальной серией. Перед сезоном-2012 турнир изменил свои сроки, переехав на весенний отрезок календаря — на одну неделю с соревнованием в Барселоне.
С 2017 по 2023 году турнир не проводился, а в 2024 году вновь занял место в календаре ATP.
Награды турнира
Основной наградой турнира является Приз Цирьяка-Нэстасе. Победитель турнира получает уменьшенную копию, трёхкратный победитель турнира становится пожизненным обладателем оригинала.
| Этап                   | Приз             | Приз          | Рейтинг |
| Этап                   | Одиночный разряд | Парный разряд | Рейтинг |
| ---------------------- | ---------------- | ------------- | ------- |
| Победа                 | 71 700           | 22 750        | 250     |
| Финал                  | 37 700           | 11 450        | 150     |
| 1/2 финала             | 20 000           | 6200          | 90      |
| 1/4 финала             | 10 850           | 3440          | 45      |
| 2-й раунд              | 6400             |               | 20      |
| 1-й раунд              | 3850             | 1940          | 0       |
| Выход из квалификации  |                  |               | 12      |
| 3-й раунд квалификации | 500              |               | 0       |

Победители и финалисты
Единственным теннисистом, сумевшим больше, чем один раз выиграть Открытый чемпионат Румынии в одиночном разряде, стал француз Жиль Симон, добившийся этого успеха в 2007-08 и в 2012 годах. Хосе Акасусо из Аргентины по разу побеждал в одиночном и парном разрядах, а румын Хория Текэу является четырёхкратным чемпионом в парах. В 2010 году Хуан Игнасио Чела стал первым теннисистом, кто смог в один год выиграть и одиночный и парный турниры. Хозяевам турнира ни разу не удалось выиграть его в одиночном разряде. Виктор Ханеску — единственный румын, дошедший в одиночном разряде до финала (в 2007 году); ещё пятеро местных теннисистов выигрывали приз в парном разряде, но лишь раз сильнейшей становилась мононациональная румынская пара: Мариус Копил и Адриан Унгур стали здесь сильнейшими в 2015 году. Армянин Саргис Саргсян в течение 10 лет оставался единственным представителем республик бывшего СССР, выигравшим Открытый чемпионат Румынии. Он стал чемпионом в парном разряде в 2003 году, а ровно десять лет спустя этого же результата добился белорус Максим Мирный.

## Финалы турнира
| Год                       | Победитель            | Финалист              | Счёт           |
| ------------------------- | --------------------- | --------------------- | -------------- |
| 2025                      | Флавио Коболли        | Себастьян Баэс        | 6-4 6-4        |
| 2024                      | Мартон Фучович        | Мариано Навоне        | 6-4 7-5        |
| 2017—2023 (не проводился) |                       |                       |                |
| 2016                      | Фернандо Вердаско     | Люка Пуй              | 6-3 6-2        |
| 2015                      | Гильермо Гарсия Лопес | Иржи Веселый          | 7-6(5) 7-6(11) |
| 2014                      | Григор Димитров       | Лукаш Росол           | 7-6(2) 6-1     |
| 2013                      | Лукаш Росол           | Гильермо Гарсия Лопес | 6-3 6-2        |
| 2012                      | Жиль Симон (3)        | Фабио Фоньини         | 6-4 6-3        |
| 2011                      | Флориан Майер         | Пабло Андухар         | 6-3 6-1        |
| 2010                      | Хуан Игнасио Чела     | Пабло Андухар         | 7-5 6-1        |
| 2009                      | Альберт Монтаньес     | Хуан Монако           | 7-6(2) 7-6(6)  |
| 2008                      | Жиль Симон (2)        | Карлос Мойя           | 6-3 6-4        |
| 2007                      | Жиль Симон            | Виктор Ханеску        | 4-6 6-3 6-2    |
| 2006                      | Юрген Мельцер         | Филиппо Воландри      | 6-1 7-5        |
| 2005                      | Флоран Серра          | Игорь Андреев         | 6-3 6-4        |
| 2004                      | Хосе Акасусо          | Игорь Андреев         | 6-3 6-0        |
| 2003                      | Давид Санчес          | Николас Массу         | 6-2 6-2        |
| 2002                      | Давид Феррер          | Хосе Акасусо          | 6-3 6-2        |
| 2001                      | Юнес эль-Айнауи       | Альберт Монтаньес     | 7-6(5) 7-6(2)  |
| 2000                      | Хуан Балсельс         | Маркус Ханчк          | 6-3 3-6 7-6(1) |
| 1999                      | Альберто Мартин       | Карим Алами           | 6-3 6-2        |
| 1998                      | Франсиско Клавет      | Арно ди Паскуаль      | 6-4 2-6 7-5    |
| 1997                      | Ричард Фромберг       | Андреа Гауденци       | 6-1 7-6(2)     |
| 1996                      | Альберто Берасатеги   | Карлос Мойя           | 6-1 7-6(5)     |
| 1995                      | Томас Мустер          | Гильберт Шаллер       | 6-3 6-4        |
| 1994                      | Франко Давин          | Горан Иванишевич      | 6-2 6-4        |
| 1993                      | Горан Иванишевич      | Андрей Черкасов       | 6-2 7-6(5)     |

| Год  | Победители                           | Финалисты                              | Счёт                  |
| ---- | ------------------------------------ | -------------------------------------- | --------------------- |
| 2025 | Марсель Гранольерс Орасио Себальос   | Марк Вальнер Якоб Шнайттер             | 7-6(3) 6-4            |
| 2024 | Садио Думбия Фабьен Ребуль           | Генри Паттен Харри Хелиёваара          | 6-3 7-5               |
| 2016 | Флорин Мерджа Хория Текэу (4)        | Крис Гуччоне Андре Са                  | 7-5 6-4               |
| 2015 | Мариус Копил Адриан Унгур            | Николас Монро Артём Ситак              | 3-6 7-5 [17-15]       |
| 2014 | Жан-Жюльен Ройер Хория Текэу (3)     | Марцин Матковский Мариуш Фирстенберг   | 6-4 6-4               |
| 2013 | Максим Мирный Хория Текэу (2)        | Лукаш Длоуги Оливер Марах              | 4-6 6-4 [10-6]        |
| 2012 | Роберт Линдстедт Хория Текэу         | Лукаш Кубот Жереми Шарди               | 7-6(2) 6-3            |
| 2011 | Даниэле Браччали Потито Стараче      | Давид Марреро Юлиан Ноул               | 3-6 6-4 [10-8]        |
| 2010 | Лукаш Кубот Хуан Игнасио Чела        | Сантьяго Вентура Марсель Гранольерс    | 6-2 5-7 [13-11]       |
| 2009 | Михал Мертиняк (2) Франтишек Чермак  | Юхан Брунстрём Жан-Жюльен Ройер        | 6-2 6-4               |
| 2008 | Николя Девильде Поль-Анри Матьё      | Марцин Матковский Мариуш Фирстенберг   | 7-6(4) 6-7(9) [22-20] |
| 2007 | Оливер Марах Михал Мертиняк          | Мартин Гарсия Себастьян Прието         | 7-6(2) 7-6(8)         |
| 2006 | Марцин Матковский Мариуш Фирстенберг | Мартин Гарсия Луис Орна                | 6-7(5) 7-6(5) [10-8]  |
| 2005 | Хосе Акасусо Себастьян Прието        | Андрей Павел Виктор Ханеску            | 6-3 4-6 6-3           |
| 2004 | Лукас Арнольд Кер (2) Мариано Худ    | Хосе Акасусо Оскар Эрнандес            | 7-6(5) 6-1            |
| 2003 | Карстен Браш Саргис Саргсян          | Симон Аспелин Джефф Кутзе              | 7-6(7) 6-2            |
| 2002 | Йенс Книппшильд Петер Нюборг         | Эмилио Бенфеле Альварес Андрес Шнейтер | 6-3 6-3               |
| 2001 | Александар Китинов Юхан Ландсберг    | Пабло Альбано Марк-Кевин Гёлльнер      | 6-4 6-7(5) [10-6]     |
| 2000 | Альберто Мартин Эяль Ран             | Девин Боуэн Мариано Худ                | 7-6(4) 6-1            |
| 1999 | Лукас Арнольд Кер Мартин Гарсия      | Марк-Кевин Гёлльнер Франсиско Монтана  | 6-3 2-6 6-3           |
| 1998 | Андрей Павел Габриэль Трифу          | Джордже Косак Дину Пескариу            | 7-6 7-6               |
| 1997 | Луис Лобо Хавьер Санчес              | Хендрик-Ян Давидс Даниэль Орсанич      | 7-5 7-5               |
| 1996 | Джефф Таранго (2) Давид Экерот       | Дэвид Адамс Менно Остинг               | 7-6 7-6               |
| 1995 | Марк Кил Джефф Таранго               | Даниэль Вацек Цирил Сук                | 6-4 7-6               |
| 1994 | Уэйн Артурс Саймон Юл                | Хосе Антонио Конде Хорди Арресе        | 6-4 6-4               |
| 1993 | Менно Остинг Либор Пимек             | Джордже Косак Чиприан Порумб           | 7-6 7-6               |